# Software Freedom Conservancy
Software Freedom Conservancy, Inc.（SFC）は、FOSS（自由ソフトウェアやオープンソースソフトウェア）プロジェクトのために、非営利の拠点、インフラサポート、法的サポートを提供する組織である。2022年6月現在、40を超えるメンバープロジェクトが存在する。

## 概要
SFCには多くのFOSSプロジェクトが「会員」（Members）として参加している。各メンバープロジェクトは、以下の非営利組織向けの法的サービスの提供を受けることができる。
- 課税控除された寄付金の配分（Tax-Deductible, Earmarked Donations）
- 資産受託管理（Asset Stewardship）
- 契約の交渉と締結（Contract Negotiation and Execution）
- GPLなど著作権を基盤に置くFOSSライセンスの違反是正、エンフォースメント（FLOSS Copyright License Enforcement）
- 資金集めの手助け（Fundraising Assistance）
- 基本的な法的助言およびサービス（Basic Legal Advice and Services）
- カンファレンス開催計画の支援（Conference Logistical Support）
- 非営利組織運営にまつわる雑務を回避（Avoid Non-Profit Administrivia）
- リーダーシップに関するメントーリング、助言、指導（Leadership Mentoring, Advice and Guidance）
- 個人への法的責任をいくらか軽減（Some Personal Liability Protection）- とりわけプロジェクトリーダーなど主要開発者に対するもの。

上記サービスを主に当組織が肩代わりし、各FOSSプロジェクトの開発者は税務、金銭管理、商標管理や法的責任など法律上の各問題とらわれることなく、開発に集中できる。

## 歴史
SFCは2006年に設立された。
2007年、SFCは主にBusyBoxプロジェクトを対象に、GNU General Public Licenseの遵守と執行活動の調整を開始した。  
2010年10月、SFCは最初の事務局長（Executive Director）としてブラッドリー・M・クーン氏を雇用し、その1年後には最初の法務顧問としてトニー・セブロを雇用した。2012年5月、SFCは他のいくつかのメンバープロジェクトと、多数のLinuxカーネル開発者のGPL遵守と執行を引き受けた。2014年3月、SFCはカレン・サンドラーを事務局長に任命し、ブラッドリー・M・クーン氏は著名技術者（Distinguished Technologist）の役割を引き受けた。  
2015年2月、Outreachyプログラム（旧称Free and Open Source Software Program for Women）は、GNOMEプロジェクトからSFCの一部になることを発表した。  
2015年7月までに、SFCはQEMU、Boost、BusyBox、Git、Inkscape、Samba、Sugar Labs、Wineなど30のメンバープロジェクトを擁するようになった。  
2016年5月、Yorba Foundationは、Shotwell、Geary、Valencia、gexiv2など、開発したプロジェクトの著作権をSFCに譲渡した。  
2017年11月、SFCは、Software Freedom Law CenterがSFCの商標の無効化を要求したと報告した。  
2022年6月、GitHub Copilotライセンス論争への対応として、SFCは「Give Up GitHub」キャンペーンを開始した。このキャンペーンでは、オープンソース開発者にGitHubからCodebergまたはSourcehut、またはセルフホスト型プラットフォームに移行するよう促した。

## 訴訟
2010年7月、SFCはウェスティングハウス・エレクトロニクスに対して法廷で勝訴し、欠席判決の一部として差し止め命令を受け取ったと発表した。  
2015年3月、SFCは、VMwareのESXi製品における著作権侵害を理由にクリストフ・ヘルヴィグが起こした訴訟に資金提供していると発表した。この訴訟はドイツのハンブルク地方裁判所で取り上げられ、手続き上の理由で却下され、その後控訴された。その時点でVMwareは「訴訟とは無関係の理由」で自社製品からコピーレフト素材を削除しようとしていたため、ヘルヴィグはそれ以上控訴しないことに決めた。  

## 理事
2011年10月時点におけるSFCの理事は以下のとおりである。
- ジェレミー・アリソン
- ピーター・T・ブラウン（Treasurer、会計）
- ロイク・ダシャリー
- マーク・ガラッシ（Mark Galassi, Vice President、副代表）
- ブラッドリー・M・クーン（President and Chair、代表兼理事長）
- ストーミー・ピーターズ（英語版）
- イアン・ランス・テイラー（Ian Lance Taylor）
- トム・トロミー（Tom Tromey）

### 過去の理事
- アクセル・メッツガー（Axel Metzger）
- エベン・モグレン（SFLC代表）
- ダニエル・ラヴィチャー（英語版）
- マシュー・S・ウィルソン（Matthew S. Wilson）

## 会員
SFCには以下のようなプロジェクトが加盟している。
- ArgoUML（英語版）
- BusyBox
- Darcs（英語版）
- Evergreen（英語版）
- Foresight Linux
- Gevent
- Git
- Godot
- Hula（英語版）（旧名: Bongo）
- Homebrew
- Inkscape
- K-3D
- Mercurial
- OpenWrt
- phpMyAdmin
- Qemu
- Samba
- Selenium
- Squeak
- Sugar Labs
- SurveyOS
- SWIG
- Twisted
- uClibc
- Wine